# Ica, Peru
Ica (phát âm tiếng Tây Ban Nha: [ˈika] ˈIka) (Quechua: Ika) là một thành phố và là thủ phủ của Khu vực Ica ở miền nam Peru. Trong lúc khu vực này là nơi sinh sống từ lâu của các nền văn hóa khác nhau của  dân tộc bản địa, nhà chinh phục Tây Ban Nha Jerónimo Luis de Cabrera tuyên bố thành lập thành phố vào năm 1563.
Theo điều tra dân số năm 2017, đô thị này có dân số hơn 282.407. Thành phố đã bị thiệt hại nặng nề và thiệt hại về nhân mạng trong trận động đất ở Peru năm 2007.

## Vị trí
Thành phố nằm trên sông Ica khoảng 300 km về phía nam của Lima, dọc theo bờ biển sa mạc miền nam Peru. Xa hơn về phía nam dọc theo Xa lộ Liên Mỹ là thành phố Nazca.